# قاعدة بيانات التنوع الحيواني
قاعدة بيانات التنوع الحيواني (اختصار ADW) هو موقع إلكتروني لمتحف علم الحيوان بجامعة ميشيغان. يُعتبر كقاعدة بيانات وموسوعة عبر الإنترنت للتاريخ الطبيعي للحيوان، تم إنشاؤها من خلال مساهمات الطلاب والمصورين وغيرهم. وهو مورد مصمَّم كموسوعة لاستكشاف التنوع البيولوجي وللاستخدام في التعليم الرسمي القائم على الاستفسار.
تم إنشاء قاعدة بيانات التنوع الحيواني في عام 1995 من قبل فيليب مايرز، أستاذ الأحياء السابق في جامعة ميشيغان. يحتوي الموقع على أكثر من 2150 حسابًا لأنواع الحيوانات بالإضافة إلى أكثر من 11500 صورة و 725 صوتًا. قام مطورو الموقع بإضافة 250 نوعًا إضافيًا بحلول نهاية عام 2017. إلى جانب حسابات الأنواع، تمتلك قاعدة بيانات التنوع الحيواني أكثر من 250 حسابًا لمجموعات تصنيفية أعلى.

### مقالات ذات صلة
- قائمة صفحات ويكيبيديا باستخدام مرجع إلى ADW

### روابط خارجية
- (بالإنجليزية) قاعدة بيانات التنوع الحيواني
- (بالإنجليزية) متحف جامعة ميشيغان لعلم الحيوان